# Григор'єв Володимир Павлович
Володимир Павлович Григор'єв (* 14 листопада 1952, Кінгісеп, Росія — † 18 жовтня 2010, Кінгісеп, Росія) — український археолог-скіфолог, один з творців черкаської археологічної школи.

## Біографія
Володимир Павлович народився 14 листопада 1952 року у родині фронтовика у старовинному м. Кінгісеп — давньоруському місті Ям. Рідний дід Володимира по-батькові належав до літописного народу водь, був одним з останніх носіїв водьської мови. Так що саме середовище, у якому він жив і формувався, підштовхнуло його до вивчення історії.
Після закінчення школи (1970) та служби в армії Володимир став студентом історичного факультету Ленінградського педінституту ім. Герцена (1973—1978), серед його учителів від археології були такі відомі представники петербурзької археологічної школи як професори Г. С. Лєбєдєв та В. О. Кольчатов. Під час навчання проходив практику лаборантом у Північно-Західній археологічній експедиції Ленінградського відділення Інституту археології АН СРСР, брав участь у дослідженні давньоруських курганів поблизу сіл Рождествено і Плещевиці Ленінградської області.
Ще в інституті він познайомився і одружився (1979) зі студенткою — черкащанкою, за нею і переїхав жити в Україну до м. Черкас. Разом вони виховали чотирьох дітей. У 1979—1987 рр. працював у Черкаському обласному краєзнавчому музеї на посаді старшого наукового співробітника відділу охорони пам'яток, потім завідувача сектору археології.

## Розкопки та експедиції
Саме за В. П. Григорьєва розпочались перші самостійні розкопки черкаських археологів: у 1980—1983 рр. — 6 курганів, з яких найцікавішими були курган епохи бронзи «Козацька могила» (1980) у м. Городищі, скіфські кургани біля ст. Гладківщина у Канівському районі (1982) — великий курган з унікальними зооморфними бронзовими навершями та ще один, в якому було досліджене унікальне непотривожене поховання скіфського воїна у повному бойовому обладунку (нині в експозиції Черкаський обласний краєзнавчий музей). Два роки разом з відомим київським реставратором О. І. Мінжуліним він займався тонкою справою реставрації артефактів з поховання, щоб вони нарешті стали доступними широкому загалові. Завдяки дослідженню цього поховання вперше вдалося повністю зрозуміти і реконструювати скіфський бойових доспіх.
Справжнім проривом у розвитку місцевої черкаської археології було створення В. П. Григорьєвим разом з М. П. Сиволапом у липні 1987 р. при краєзнавчому музеї новобудовної госпрозрахункової Черкаської Лісостепової археологічної експедиції (ЧЛАЕ) — першої місцевої організації, що розгорнула великий об'єм археологічних досліджень. Її співробітниками за час існування (1987—1997) було виявлено і поставлено на державний облік понад 2 тис. пам'яток (кургани, могильники, поселення, вали, печери та ін.), розкопано 107 курганів (з них 51 власне В. П. Григорьєвим), проведено масові розвідки на пам'ятках, розмитих водами Кременчуцького водосховища, досліджувались інші старожитності. Сюди ж варто додати участь у численних наукових конференціях, публікацію десятків наукових статей. Експедиція спеціалізувалася на рятувальних розкопках курганів, що мали бути знесені у процесі меліорації. Одним з найцікавіших об'єктів цього часу була антропоморфна скіфська стела з кургану «Роблена Могила» (1988) біля с. Придніпровське Чорнобаївського району. У 1989—1994 рр. ЧЛАЕ підпорядкувалась Інституту археології НАН України.
У цій експедиції було виховано чимало фахівців, колишні лаборанти ЧЛАЕ — археолог Д. П. Куштан (Черкаси) є кандидатом історичних наук, археолог І. В. Палагута (Санкт-Петербург) та історик В. В. Ластовський (Київ) — докторами історичних наук. Через ЧЛАЕ пройшли більшість нині діючих чи колишніх черкаських археологів, методика роботи яких була сформована під впливом їх першого начальника. Таким чином було закладено основи черкаської школи археології, котра, на жаль, нині в занепаді.
Наприкінці 1991 року переходить на роботу до відділу охорони пам'яток краєзнавчого музею, а наприкінці 1993 р. — до новоствореної Археологічної інспекції управління культури Черкаської облдержадміністрації на посаду начальника однієї з експедицій інспекції. Тут він продовжує розкопки курганів епохи бронзи і скіфського часу — біля с. Дирдине і станції Цвіткове Городищенського району, с. Жовнине і смт. Чорнобай Чорнобаївського району; у 1996—1997 рр. — розкопки курганів скіфського часу біля с. Вишнопіль Тальнівського району.
На початку 1997 р. у результаті масового безпідставного звільнення фахівців з Археологічної інспекції, В. П. Григорьєв став безробітнім. Хоча, завдяки високому фаховому рівню і професіоналізму, дослідника неодноразово запрошували до скіфологічних експедицій, але постійної роботи вже не було. Зокрема, у 1995—1997 рр. В. П. Григорьєв працював у міжнародній Українсько-польській експедиції Інституту Археології НАН України та Ягелонського університету (м. Краків), яка досліджувала скіфські кургани Звенигородщини, у тому числі відому пам'ятку скіфської степової еліти — Великий Рижанівський курган. У Кракові брав участь у створенні унікальної виставки знахідок з цього кургану. У 2000—2002 рр. В. П. Григорьєв у складі цієї ж експедиції брав участь у проекті «Мельники — Холодний Яр» по дослідженню оборонних споруд Мотронинського городища (Чигиринщина) та розкопок його курганного могильника.
Основним напрямком наукових досліджень В. П. Григорьєва були пам'ятки археології скіфського часу Лівобережного Подніпров'я. Його доробок широко представлений в експозиції Черкаського обласного краєзнавчого музею. Його наукова спадщина включає понад 20 публікацій з археології у спеціальних наукових виданнях. Володимир Павлович працював над темою кандидатської дисертації: «Етнокультурна історія населення Лівоборежного Придніпровського терасового Лісостепу у скіфську епоху», але, на жаль, після 1997 р. цим планам не судилося здійснитися.

## Смерть
Останні кілька років В. П. Григорьєв проживав у селищі Усть-Луга Кінгісепського району Ленінградської області. 18 жовтня 2010 року загинув внаслідок нещасного випадку в м. Кінгісеп Ленінградської області (Росія) на 58 році життя. Похований в Усть-Лузі Кінгісепського району Ленінградської області поряд з могилами батьків.

## Праці
- Григорьев В. П. Курган бронзової доби в м. Городище Черкаської області // Археологія. — 1986. — № 56. — С.47-58.
- (рос.)Григорьев В. П. Новые раннескифские погребения Левобережной Приднепровской терассовой Лесостепи // Киммерийцы и скифы. — Кировоград, 1987. — С.53-55.
- (рос.)Григорьев В. П., Сиволап М. П. Работы Черкасской Лесостепной археологической экспедиции // Археология и краеведение — вузу и школе: Тез. докл. — Грозный, 1989. — С.65-67.
- (рос.)Григорьев В. П. Раннескифский курган «Роблена могила» в Лесостепном Приднепровском Левобережье // Проблеми історії та археології давнього населення УРСР. — Київ, Наукова думка.1989. — С.56-57.
- (рос.)Григорьев В. П. К этнокультурной истории Левобережной Приднепровской терассовой Лесостепи в скифскую эпоху // Проблемы скифо-сарматской археологии Северного Причерноморья. — Запорожье, 1989. — С.34-36.
- (рос.)Григорьев В. П. Погребение скифского воина-дружинника у с. Гладковщина в Лесостепном Приднепровском Левобережье // Проблемы археологии скифо-сибирского мира (социальная структура и общественные отношения). Кемерово. — 1989. — С.96-100.
- (рос.)Григорьев В. П. О времени появления скифов в Левобережной Приднепровской терассовой Лесостепи // Охрана и исследование памятников археологии Полтавщины. — Полтава, 1989. — С.44-47.
- (рос.)Григорьев В. П. Новый памятник скифского монументального искусства в Лесостепном Приднепровском Левобережье // Охорона і дослідження пам'яток археології Полтавщини. — Полтава, 1990. — С.126-128.
- (рос.)Григорьев В. П. Захоронение тяжеловооруженного скифского воина у с. Гладковщина // Древности скифов. — Киев, 1994. — С.63-79.
- Григор'єв В. П. Про етнічну приналежність поховання в курганах рубежу VII—VI ст. до н. е. біля с. Гладківщина і Придніпровське // Археологічні дослідження на Черкащині. Черкаси. 1995. — С.58-67.
- Chochorowski J., Skory S.A., Grigor'ew V., Rydzewski J. Centralny pochówek Wielkiego Kurhanu Ryżanowskiego // Materiały і sprawozdania Rzeszowskiego Ośrodka Archeologicznego. — Tom XIII. — Rzeszów, 1997. — C.77-91.
- Chochorowski J., Skory S.A., Grigor'ew V. Badania wykopaliskowe Wielkiego Kurhanu Ryżanowskiego w Ryżanówce na Ukrainie // Materiały і sprawozdania Rzeszowskiego Ośrodka Archeologicznego. — Tom XVII. — Rzeszów, 1996. — C.239-261.
- Chochorowski J., Skoryj S., Grigor'ev V., Rydzewski J. Trzeci sezon badań wykopaliskowych w Ryżanówce, raj. Zvenigorodka, obl. Čerkassy (Ukraina) // Materiały i sprawozdania Rzeszowskiego Ośrodka Archeologicznego. — Rzeszów-Krosno-Tarnów, 1998. — Tom XIX. — S.81-97.
- (рос.)Скорый С. А., Хохоровски Я., Григорьев В. П., Рыдзевски Я. Раскопки Большого Рыжановского кургана и его окружения // «Музейні читання». — Київ, 1998. — С.80-83.
- (рос.)Скорый С. А., Хохоровски Я., Григорьев В. П., Рыдзевски Я. Второй год исследований Большого Рыжановского кургана // «Музейні читання». — Київ, 1998. — С.76-79.
- Скорий С. А., Хохоровські Я., Григор'єв В. П., Ридзевські Я. Центральна могила Великого Рижанівського кургану // Археологія. — 1999. — № 1. — С.94-105.
- Grigoryev V., Skoryj S. The Barrows of Scythians the Nomads near Vishnopol’ Village (Dnieper Right-Bank Forest-Steppe) // Bronze and Iron Age Graves from Eurasia: Gender between Archaeology and Anthropology. 13th international Colloquium of Funerary Archaeology. — Buzău, 2012. — P.14.